# Athlītikos Syllogos Arīs Thessalonikīs 2005-2006
Questa voce raccoglie le informazioni riguardanti il Athletic Club Aris Salonicco nelle competizioni ufficiali della stagione 2005-2006.

## Stagione
Nella stagione 2004-2005 la squadra retrocede dalla prima alla seconda serie ma in virtù della finale di Coppa di Grecia persa si qualifica per la Coppa UEFA, venendo eliminata al primo turno dalla squadra italiana della Roma.

## Rosa
| N. |                           | Ruolo | Calciatore               |
| -- | ------------------------- | ----- | ------------------------ |
| 75 | Grecia (bandiera)         | P     | Juraj Buček              |
| 31 | Grecia (bandiera)         | P     | Dimitris Karatziovalis   |
| 15 | Grecia (bandiera)         | P     | Vangelis Pourliotopoulos |
| 38 | Grecia (bandiera)         | D     | Kiriakos Stratilatis     |
| 5  | Grecia (bandiera)         | D     | Spiros Gogolos           |
| 23 | Grecia (bandiera)         | D     | Georgios Koltsidas       |
| 30 | Grecia (bandiera)         | D     | Christos Naidos          |
| 4  | Grecia (bandiera)         | D     | Avraam Papadopoulos      |
| 8  | Grecia (bandiera)         | D     | Agapitos Abelas          |
| 17 | Costa d'Avorio (bandiera) | D     | Gilles Domoraud          |
| 28 | Grecia (bandiera)         | D     | Nikos Karabelas          |
| 32 | Albania (bandiera)        | D     | Kristi Vangjeli          |
| 3  | Francia (bandiera)        | C     | Derek Décamps            |
| 20 | Grecia (bandiera)         | C     | Mihalis Bollos           |
| 6  | Bolivia (bandiera)        | C     | Ronald García            |

| N. |                       | Ruolo | Calciatore            |
| -- | --------------------- | ----- | --------------------- |
| 11 | Grecia (bandiera)     | C     | Charalabos Moissiadis |
| 44 | Grecia (bandiera)     | C     | Costas Nebegleras     |
| 9  | Grecia (bandiera)     | C     | Petros Passalis       |
| 2  | Grecia (bandiera)     | C     | Dimitrios Tsagarakis  |
| 99 | Portogallo (bandiera) | C     | Paulo Costa           |
| 16 | Brasile (bandiera)    | C     | Guilherme Weisheimer  |
| 10 | Argentina (bandiera)  | C     | Fernando Sanjurjo     |
| 19 | Grecia (bandiera)     | A     | Ioakim Beniskos       |
| 18 | Cile (bandiera)       | A     | Mario Cáceres         |
| 29 | Grecia (bandiera)     | A     | Georgios Gougoulias   |
| 26 | Camerun (bandiera)    | A     | Dorge Kouemaha        |
| 14 | Grecia (bandiera)     | A     | Peter Philipakos      |
| 33 | Grecia (bandiera)     | A     | Christos Velinos      |
| 27 | Grecia (bandiera)     | A     | Nikos Skarmoutsos     |